# Llengües de Papua Nova Guinea
Papua Nova Guinea és el país sobirà amb més diversitat lingüística del món. Segons Ethnologue, es parlen 839 llengües vives dins el país. El 2006, el primer ministre de Papua Nova Guinea Michael Somare va declarar que "Papua Nova Guinea té 832 llengües vives (llengües, no dialectes)", les llengües amb reconeixement estatutari són el tok pisin, anglès, hiri motu, i la Llengua de Signes Neoguineana. El tok piisin, un crioll basat en l'anglès, és el més parlat, fent de llengua franca del país. La Llengua de Signes Neoguineana esdevenia la quarta llengua reconeguda oficialment el maig de 2015, i és utilitzat per la població sorda del país.

## Llengües

### Anglès

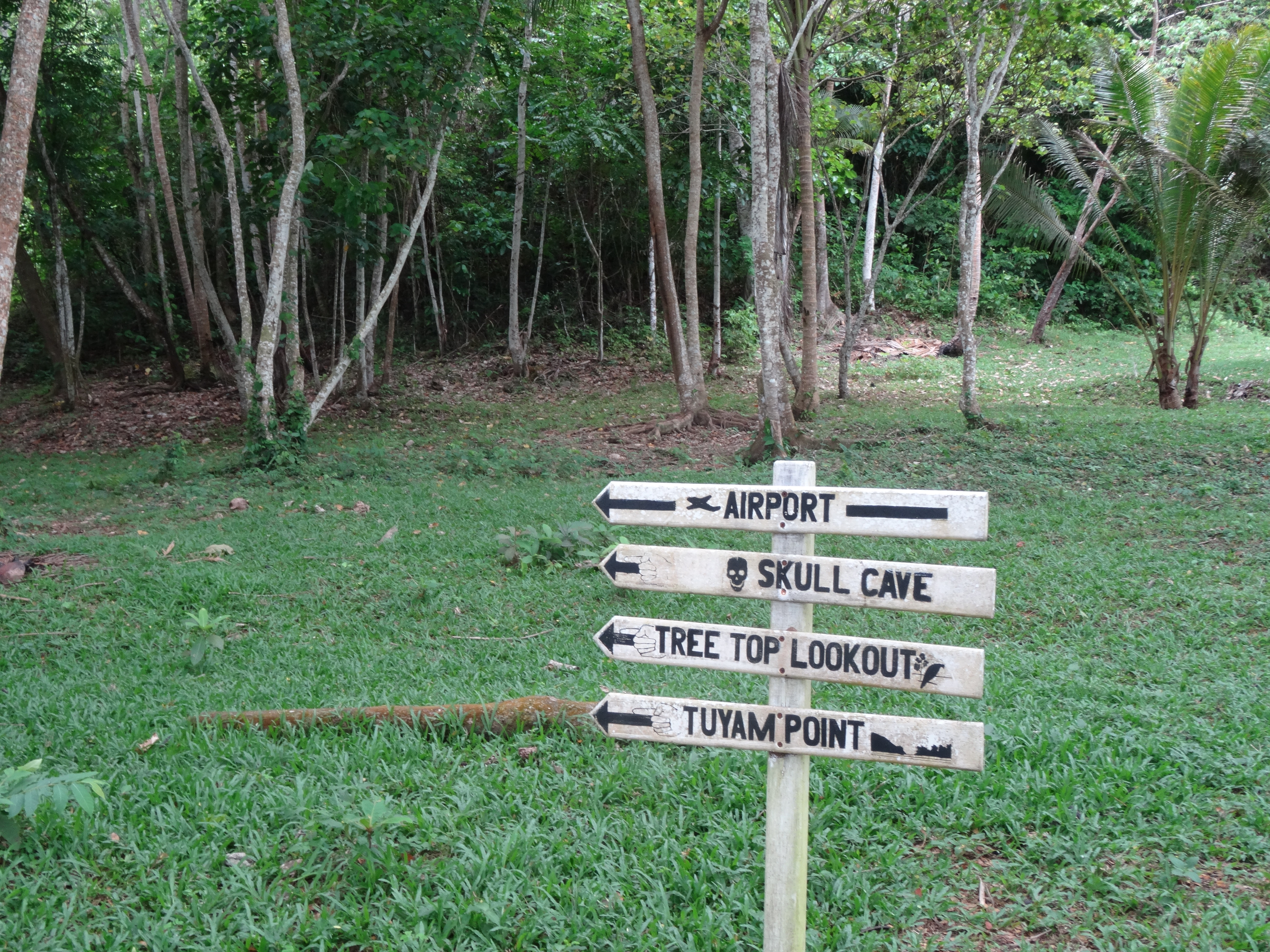
Cartell en varies llengües a Papua Nova Guinea.

L'anglès és una llengua oficial de Papua Nova Guinea i és utilitzat pel govern, tribunals i a l'educació. En el cens de 2011, un 48,9% de la població era lletrada en anglès.

### Alemany
De 1884 a 1914, l'actual meitat nord del país era una colònia alemanya coneguda com a Nova Guinea Alemanya, on l'alemany era la llengua oficial. El Tok Pisin té vocabulari alemany arran d'aquesta influència. Actualment, l'alemany no és una llengua parlada massivament a Papua Nova Guinea.

### Unserdeutsch
L'Unserdeutsch, o crioll alemany de Rabaul, és una llengua criolla basada en l'alemany parlada principalment en Província de Nova Bretanya oriental. És la única llengua criolla que s'ha desenvolupat de l'alemany colonial. El lèxic és derivat de l'alemany, mentre que el substrat lingüístic és del Tok Pisin.

### Tok Pisin

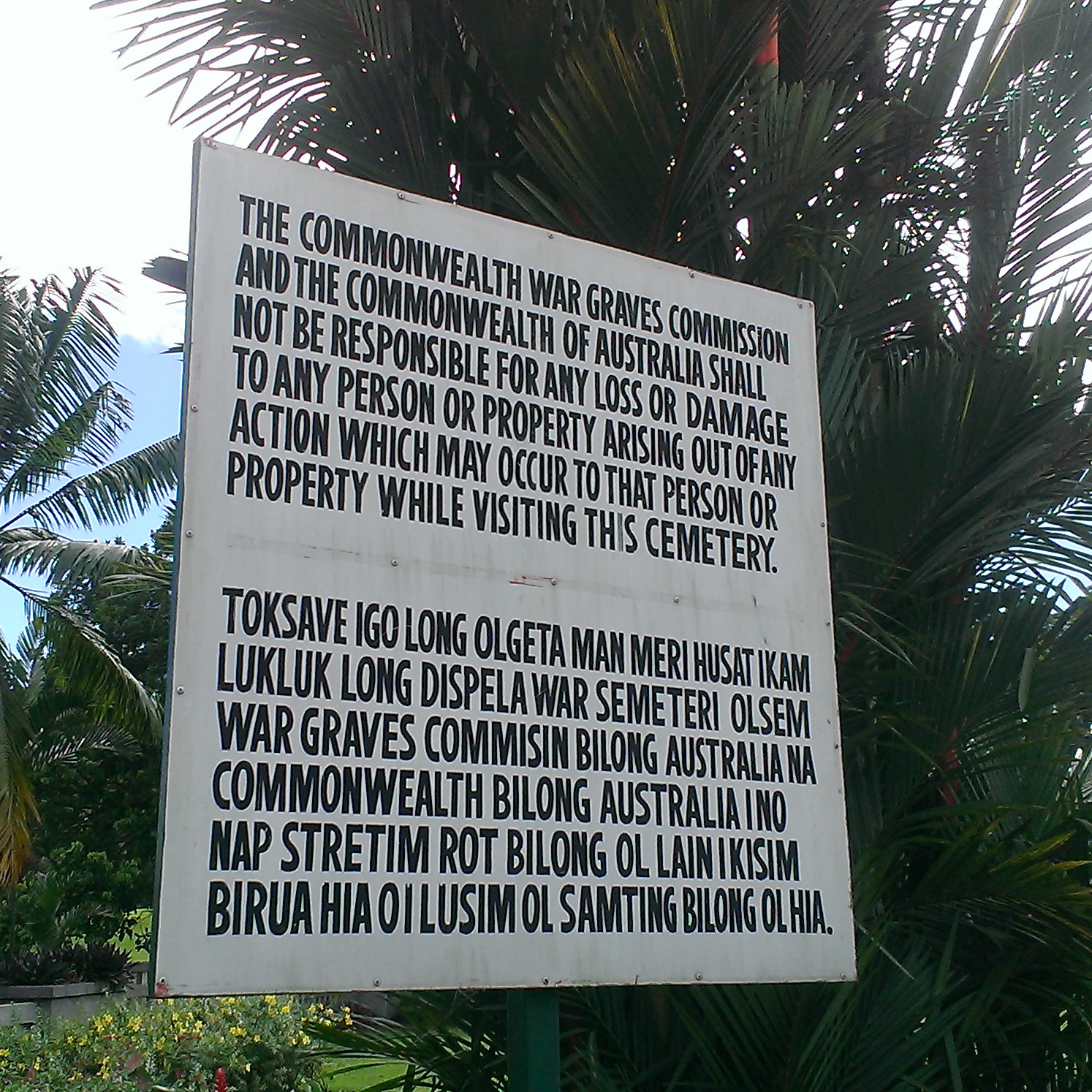
Cartell en Anglès i Tok Pisin al cementiri de guerra de Lae.

El tok pisin és una llengua criolla basada en l'anglès parlada arreu de Papua Nova Guinea. És una llengua oficial de Papua Nova Guinea i la llengua més àmpliament utilitzada en el país. En parts Occidentals, Golf, Central, Oro i Milne i províncies de la badia, l'ús del Tok Pisin té una història més curta, i és menys conegut especialment entre les persones més grans. En el cens del 2011, 57.4% de la població era lletrada en Tok Pisin.

### Hiri Motu
El hiri motu, també conegut com a motu polític, Motu macarrònic o simplement Hiri, és una versió simplificada del Motu. En el cens del 2011, un 4.7% de la població era lletrada en Hiri Motu.

### Llengües papús

La família transneoguineana segons Malcolm Ross

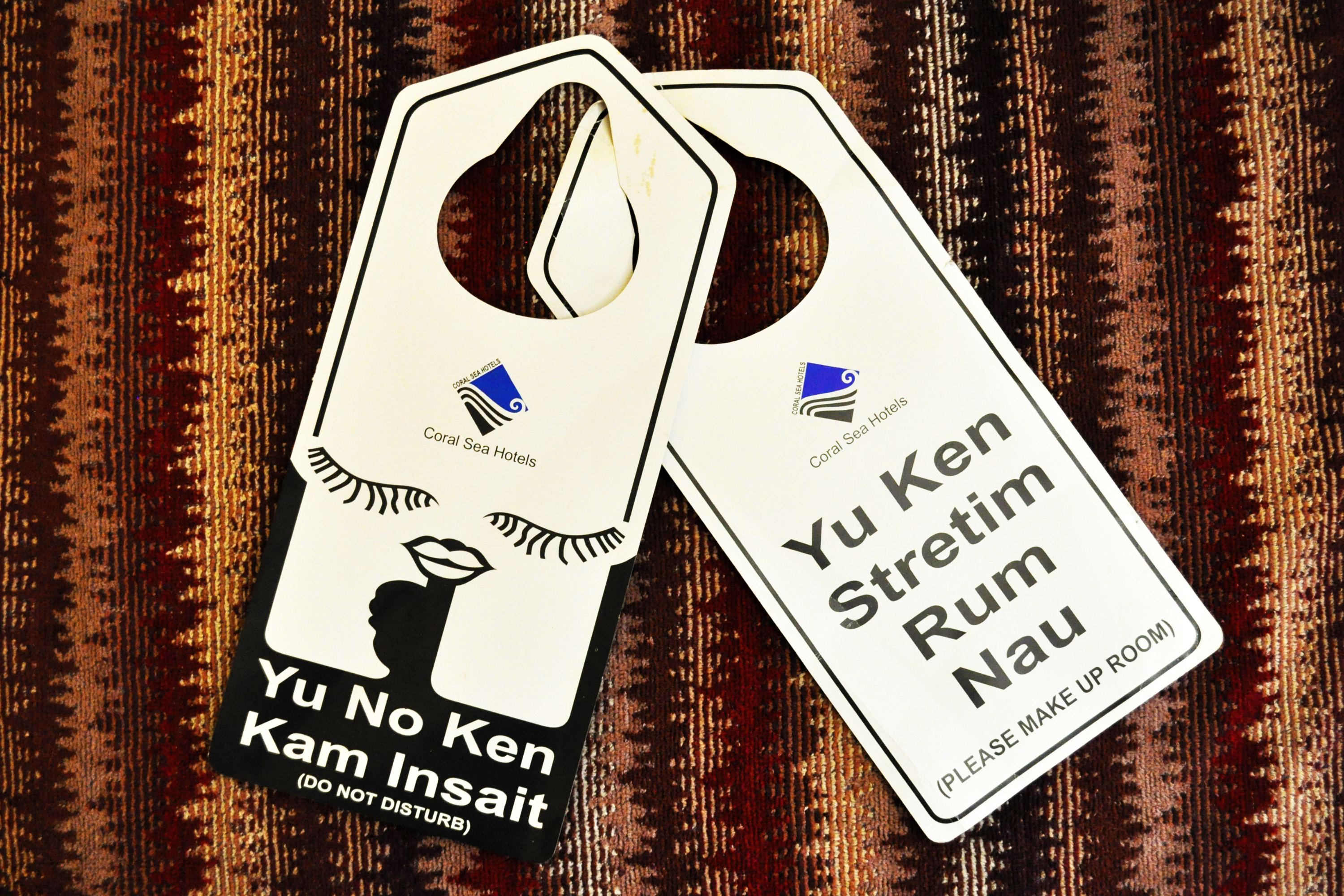
Signes de la Porta de l'habitació d'un hotel a Papua Nova Guinea

A fora de Papua Nova Guinea, les llengües papús són també parlades, a Indonèsia, Timor Oriental, i a les Illes Solomó.

### Llengües Austronèsies
Les llengües austronèsiques van arribar a l'illa de Nova Guinea fa aproximadament 3,500 anys.Les llengües austronèsiques estan àmpliament esteses a pel globus, des del Malagasy a Madagascar, fins al rapanui a l'Illa de Pasqua o les llengües formosanes de Taiwan.

### La Llengua de Signes Neoguineana
La PNGSL és una llengua oficial de Papua Nova Guinea; està basat en l'Auslan i diverses formes de llenguatges de senyes casers.

## Alfabetització
El 2011, un 67.6% de la població de Papua Nova Guinea per damunt dels 10 anys eren lletrats.